# Шарбель Махлуф
Шарбель Махлуф (при народженні Юсеф Махлуф, також відомий як Святий Шарбель; 8 травня 1828, Біква Кафра, Ліван — 24 грудня 1898, Аная, Ліван) — арабський священник і монах, чудотворець з Лівану, мароніт. 9 жовтня 1977 року священомонаха-мароніта Шарбеля зараховано до Сонму Святих. Під час канонізації цього ліванського духовного подвижника Папа Римський Павло VI назвав його одним із найбільших святих XX століття.

## Етимологія імені
Чернече ім'я, яке прийняв Юсеф Махлуф — Шарбель (Сарбелій) — було взято ним на честь антіохійського мученика II ст. і складається з коренів зі значенням «цар» і «Бог».

## Біографія
Юсеф Махлуф — майбутній святий Шарбель народився в 1828 році в селі Біква Кафра, що на півночі Лівану високо в горах. Він був четвертою дитиною в сім'ї простих селян Антуана і Бригітти Маклуфів. Ця сім'я була дуже побожною, працелюбною і аскетичною. Тому, мабуть, і жили трохи заможніше, ніж їхні сусіди. В домі Маклуфів особливо шанували Діву Марію. Усією сім'єю вони ходили на Службу Божу до місцевої церкви, суворо зберігали дні посту, обов'язково дотримувалися християнських свят.

### Дитинство
Юсеф уже з дитинства був несхожим на своїх братів і ровесників. Печать благоговіння перед Богом завжди була на його благородному обличчі, а мовчазність — притаманною йому рисою. Юзеф ніколи не брав участі в галасливих хлопчачих забавах та часто не по-дитячому молився Богові.

### Перший скит
Він відшукав на схилі гори вузький грот, зробив собі крихітний вівтар, поставив зображення Божої Матері, запасся шматками ладану та ревно молився; з того часу й прозвали його «святим». Цей маленький грот і став першим скитом Юзефа. Тут він часто слухав внутрішній голос, який постійно казав: «Твоє життя належить Христові. Йди за Ним!».

### Прихід у монастир
Юзеф віддалився від ровесників, від сім'ї, готуючись до найважливішого кроку в своєму житті. І, врешті, настав той час, коли він полишив усе — вітчима, матір, братів і дівчину, яка вважала себе його нареченою. Рішуче пішов із дому, навіть не попрощався із матір'ю. Розумів, що прощання буде тяжким. У той час в Юзефа Маклуфа не було нічого, окрім гарячого, всепоглинаючого бажання служити Господу. Не було в нього навіть пісного коржа, не було провідника, який знав би цю дику місцевість. Дорогою їв коріння рослин, лісові ягоди, дикий мед. Юзеф мав намір відшукати монастир Мейфукської Богородиці, про який чув ще в Біква Кафра, і вірив: якщо Бог захоче, то обов'язково вкаже йому правильний шлях. Одного дня, на світанку, з вершини гори Юзеф нарешті побачив у долині, серед фруктових дерев, червоні дахи з черепиці зі шпилястими баштами і хрестами, і душа юнака сповнилася благоговіння. Таким чином, у 23-річному віці він вступив до монастиря Ліванської Пречистої Діви на півночі від міста Бібльос і розпочав свій новіціят.
У монастирі Юзеф звернув увагу на виноградну лозу, що вперто тягнулася вгору і аж на даху розпустила листя. «Ось так і я, — подумав Юзеф, — буду вперто видиратися на самісіньку вершину монашого покликання». У ті часи, як і зараз, у Лівані налічувалося приблизно сімдесят маронітських монастирів, довкола яких було зосереджене усе релігійне і культурне життя нації. Тут вивчали не лише богослов'я, але й необхідні ремесла, впроваджували найновіші технології обробки важкої, своєрідної ліванської землі. Словом, у народі монахів вважали справжніми просвітителями, яких Сам Господь прислав до людей. Два роки суворого послуху у відомих Мейфукському й Аннайському монастирях справді були двома напруженими роками. Селянський гарт і непорушна віра в Господа допомагали юному Шарбелю гідно витримувати життя новіціанта: по п'ять-сім разів на день брати участь у Богослужіннях, вставати опівночі до Всеношної, вдень пасти на гірських схилах худобу, працювати, поки не стемніє, на виноградниках, де він не дозволяв собі з'їсти навіть гроно винограду. Він виконував столярні роботи, вичиняв шкіри, носив із гірських схилів величезне каміння і шліфував його. Після двох років новіціту в 1853 році його відправили до монастиря святого Марона, де він склав чернечі обіти.

## Чернече життя
Після складання обітів Шарбеля перевели до монастиря Кіфан, де він вивчав філософію та богослов'я. Священниче свячення відбулося у 1853 році і після них його знову переводять до монастиря святого Марона. Наступні 16 років у монастирі він виконував свої монаші обов'язки та священничу службу. В 1875 році Шарбелю дали дозвіл на пустельницьке життя на горі Аннай, поблизу монастиря, у печері святих Петра і Павла. Наступні 23 роки самітницького життя він прожив у дусі цілковитої відданості Богові.

### Смерть пустельника
16 грудня 1898 року під час відправи Божественної літургії о. Шарбелю стало погано. Інсульт та параліч розбив його святе тіло. Наступні вісім днів о. Шарбель знаходився при свідомості, а в Надвечір'я Різдва 1898 року преподобний Шарбель закінчив свій земний шлях.

## Історії з життя
Молодий Шарбель робив усе із захопленням, начебто й не напружуючись, знаходив «віконечко» і для того, щоби вивчати хорали Літургії, читати Євангелію, псалми та інші священні книги. Шарбель шукав для себе все нові й нові заняття, ніколи не скаржився ні на втому, ні на тяжкі умови проживання у келії. В усьому намагався бути схожим на отця-наставника, на тих, хто був для нього прикладом. Особливо тяжким і напруженим видався перший рік послуху. Але жоден чернець не помітив, щоб у чомусь Шарбель виявив слабкість…

### Історія згадюками
Якось сталася дивна подія, що викликала великий подив у монастирської братії. Одного спекотного дня Шарбель простояв на колінах дві години, потім пішов працювати у поле. Під час його відсутності у келію проник якийсь дрібний злодюжка й украв дві тарелі, з яких Шарбель їв. Коли Шарбель повертався у монастир, то побачив неочікувану картину: на стежці, тремтячи зі страху, стояв бідно зодягнений чоловік, а ззаду і спереду його оточили дві отруйні гадюки. І варто було цьому чоловікові лише поворухнутися, як змії, немов за командою, здіймали голови і злісно сичали. Шарбель побачив на стежці свої тарелі й зрозумів у чому справа. В цю хвилину з'явився захеканий отець-настоятель, якого вже повідомили про крадіжку. — Так це правда? Потрібно негайно викликати поліцію. — Прошу вас, святий отче, нікого не потрібно викликати! — вперше наважився заперечити старшому молодий послушник Шарбель. — Погляньте, навіть змії не зачепили бідолаху, навіщо ж його заарештовувати? Змії вже провчили його. Він це запам'ятає на все життя. — Але як нам відстрашити цих гадюк? — Дозвольте, святий отче, я це зроблю. Він близенько підійшов до гадюк, щось тихо, але владно їм наказав. І плазуни із сичанням шмигнули в кущі. А злодій, немов опечений, кинувся навтьоки.

### Історія про лампу з водою
Інший дивний випадок… Одного разу, щоб порозважатись, ченці замість олії налили в його лампу води. Великим було їхнє здивування, коли вони вночі побачили в його келії світло. В лампі справді була вода — сам настоятель монастиря спробував її на смак, бо ченці-жартівники перелякалися і у всьому призналися. У Шарбеля ця вода горіла, як олія, а в келії настоятеля відразу ж загасла. Після цього випадку отцю Шарбелю дозволили прийняти схиму. Шарбель віддав чернечому життю 47 років, 23 із яких прожив схимником.

### Історія про блискавку
Одного разу під час спільної молитви вдарила блискавка. Товариші припали до землі, а на Шарбелеві зайнявся одяг. Проте він настільки поринув у молитву, що навіть цього не помітив. Коли до Шарбеля підбігли перелякані браття, він лише підняв голову, здивовано подивився на них і… продовжив молитву.

### Рої сарани
Господь не покидав пустельника. А дав йому і всім довкола знаки особливої любові та вибраності. Одного разу на Ліван напали рої сарани, котра нищила все на своєму шляху. Оточивши Ліван, сарана прямувала на монастирські поля. Занепокоєний настоятель почав просити про молитву порятунку святого о. Шарбеля. Пустельник-чудотворець вибрався на дах своєї келії, скропив навколо себе свяченою водою, поблагословив поле. І диво-дивне, жодна сарана не зачепила монастирських хлібів, спустошивши навколишні поля.

## Спілкування з Богом
Шарбель міг стояти на колінах по чотири-п'ять годин. Розмовляти з ним у цей час було марно, він перебував у глибокім єднанні з Богом. Взимку і влітку ходив у зношеному одязі (згодом одягнув волосяницю з металевим ланцюгом), стоптаних черевиках, без головного убору, не розпалював вогню, щоб зігрітися, ніколи не їв м'яса, не пив вина, спав на вузькій кам'яній плиті, а під голову клав поліно, загорнене в грубу тканину. Ні від кого не приймав дарунків і грошей за Літургію. Він завжди мовчав, лише в думках повторював слова молитви. Деколи його про щось питали браття, а він здивовано поводив очима і… мовчав. Шарбель був поруч, а водночас — далеко. Правда, інколи йому доводилося відкривати уста — коли отець-настоятель відсилав Шарбеля до поселень, розташованих неподалік, служити Св. Літургію.

## Чудесні дарунки після смерті
Коли через 50 років після його смерті відкрили гріб — не виявили жодного тління, як у людини, що просто заснула. Із нетлінного тіла святого десятки років лилася дивовижна священна цілюща патока, яка за століття аж по вінця наповнила дві труни. Багато її витекло просто на землю. Маса цієї рідини перевищувала масу тіла Шарбеля.

## Факти зцілення
Отець Шарбель не лише володів здатністю жити у мирі й дружбі з дикими звірами, рятувати людей від стихійних лих, а й зцілювати хворих. Двадцять тисяч  зцілень за молитвами до нього відбулося вже після його смерті.[джерело?]

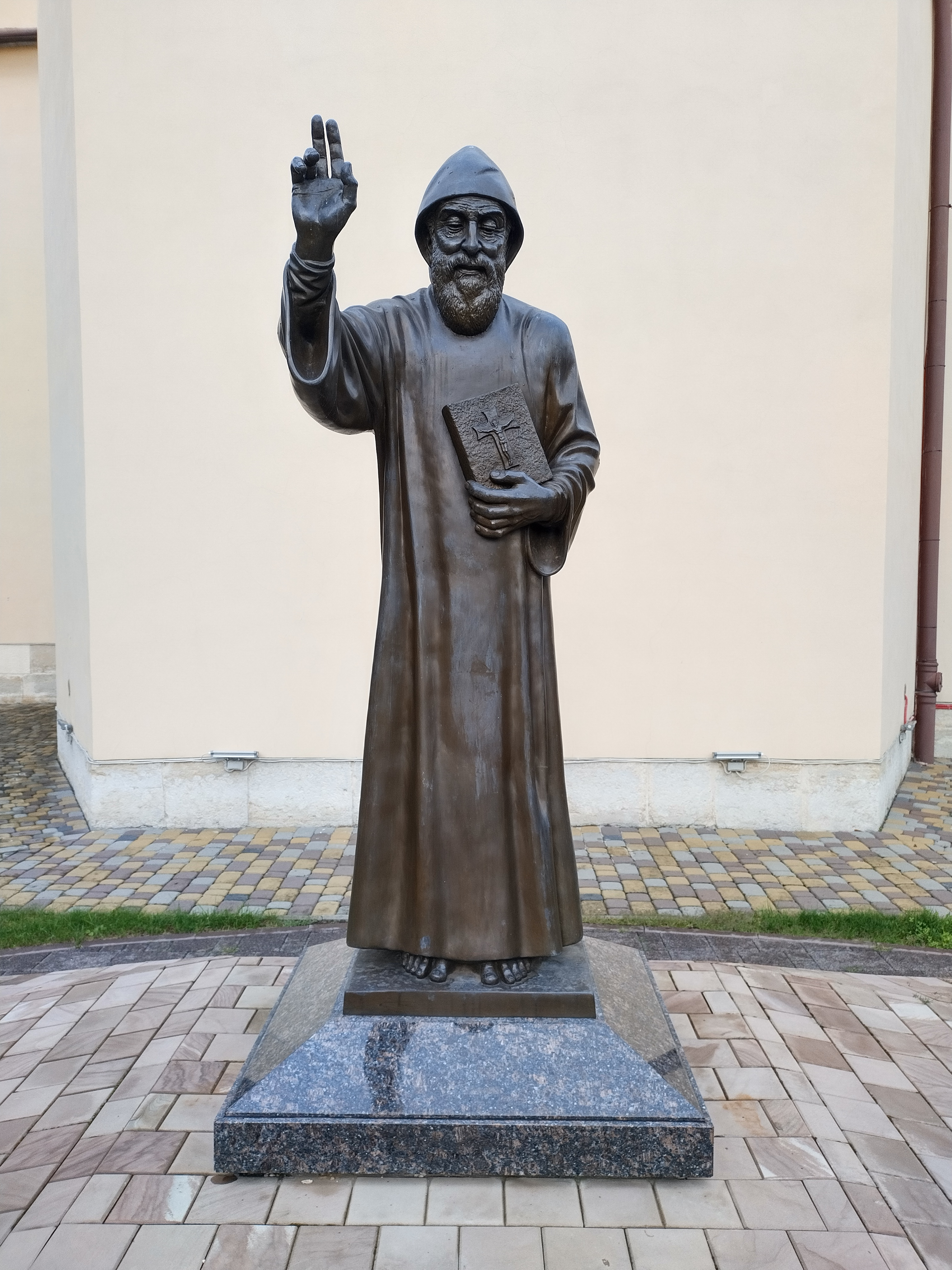
Пам'ятник біля церкви Святої Софії у Львові (встановлено і освячено 22.09.2019)

### Шарбель і Україна
Про життя і дива святого отця Шарбеля написано чимало книг. Вони є не лише цікавими для читання, але й своєрідними ліками для душі і навіть тіла. У 2018 році маронітська община України урочисто перенесла частину мощей святого Шарбеля у костел святого Олександра в Києві. Щосереди на вечірній службі вшановують святого Шарбеля окремою молитвою та є можливість поклонитися реліквії з його мощами.

## Канонізація
Маронітська церква, до якої належав отець Шарбель, звернулася до Святого Престолу з проханням про його канонізацію за уставом західної церкви. З 1926 по 1928 рік відбувся так званий «інформативний процес». Місцевий єпископ збирав дані про святість життя Шарбеля і чудеса, здійснені за його молитвами. Вся документація була надіслана до Риму, і почався так званий «апостольський процес». Знову були зібрані свідчення свідків, і в червні 1956 року було офіційно підтверджено, що життя Шарбеля Маклуфа було дійсним подвигом і відрізнялося християнськими чеснотами. Потім були розглянуті і чуда, що здійснювалися за заступництвом Слуги Божого Шарбеля. Для беатифікації потрібен неспростовний доказ як мінімум двох зцілень, які не піддаються науково-медичному поясненню: без цих чудес церква не може виносити ухвали про беатифікацію.
У листопаді 1965 року були офіційно визнані непоясненними чудесні зцілення черниці Марії Абель Камарі, яка 14 років страждала важкою хворобою шлунку, і Олександра Обеїда, який неймовірним чином прозрів після 13 років сліпоти. Обидва зцілення сталися за молитвами до Шарбеля Маклуфа. Отже, 5 грудня 1965 року в Соборі св. Петра отець Шарбель був зарахований до лику Блаженних. А для завершення процесу канонізації — останнього етапу визнання його Святим Вселенської церкви необхідний був доказ ще одного чуда. Серед багатьох чудес для експертизи вибрали зцілення від раку Маріам Ассаф Ауад. Воно і послужило останнім свідченням для підписання Павлом VI Декрету про канонізацію.

## День святого Шарбеля
Католицька церква відзначає день святого Шарбеля 24 липня.